# Арсенат галлия
Арсенат галлия — неорганическое соединение, 
соль галлия и мышьяковой кислоты с формулой GaAsO4,
бесцветные кристаллы,
не растворяется в воде,
образует кристаллогидраты.

## Получение
- Осаждение арсенатами щелочных металлов растворимых солей галлия:

{\displaystyle {\mathsf {Ga_{2}(SO_{4})_{3}+2Na_{3}AsO_{4}+4H_{2}O\ {\xrightarrow {}}\ 2GaAsO_{4}\cdot 2H_{2}O\downarrow +3Na_{2}SO_{4}}}}

## Физические свойства
Арсенат галлия образует бесцветные кристаллы.
Не растворяется в воде.
Образует кристаллогидраты состава GaAsO4•2H2O.